# 月刊Hero's
《月刊Hero's》（月刊ヒーローズ）是小學館Creative和Fields共同出資的Hero's，創刊於2011年11月1日的日本月刊漫畫雜誌。創刊漫畫包括清水榮一和下口智裕的《ULTRAMAN》、島本和彥和齋藤大哲的《英雄公司》（ヒーローカンパニー）等等。該雜誌曾多次跟大型女子組合AKB48合作，例如拍攝成員大島優子、柏木由紀、小嶋陽菜朗讀漫畫對白的影片，以及附送成員渡邊麻友、板野友美的寫真照。2020年10月發行12月號後宣布休刊。

## 外部連結
- 官方網站（日語）